# T. J. Klune
Œuvres principales
- La Maison au milieu de la mer Céruléenne

Travis John Klune, plus connus sous le nom de T. J. Klune, né le 20 mai 1982 à Roseburg en Oregon, est un romancier et nouvelliste américain de romance et de fantasy.

## Œuvres

### SérieL'Ours, la Loutre et le Moustique
1. S'ouvrir au monde, MxM Bookmark, 2021 ((en) Bear, Otter and the Kid, 2011), trad. Christine Gauzy-Svahn, 505 p.  (ISBN 979-10-381-1903-1)
2. Ce que nous sommes, MxM Bookmark, 2022 ((en) Who We Are, 2012), trad. Christine Gauzy-Svahn, 492 p.  (ISBN 979-10-381-0771-7)
3. L'Art de la respiration, MxM Bookmark, 2022 ((en) The Art of Breathing, 2014), trad. Christine Gauzy-Svahn, 632 p.  (ISBN 979-10-381-2326-7)
4. Une route longue et sinueuse, MxM Bookmark, 2022 ((en) The Long and Winding Road, 2017), trad. Christine Gauzy-Svahn, 464 p.  (ISBN 979-10-381-2327-4)

### SérieLes Contes de Verania
1. Le Cœur de foudre, MxM Bookmark, 2019 ((en) The Lightning-Struck Heart, 2015), trad. Alexia Vaz, 600 p.  (ISBN 978-2-37574-856-5)
2. Les Dragons de la destinée, MxM Bookmark, 2019 ((en) A Destiny of Dragons, 2017), trad. Alexia Vaz, 584 p.  (ISBN 978-2-37574-880-0)
3. Les Secrets de la magie, MxM Bookmark, 2020 ((en) The Consumption of Magic, 2017), trad. Alexia Vaz, 576 p.  (ISBN 979-10-381-1228-5)
4. Un vœu à travers les étoiles, MxM Bookmark, 2020 ((en) A Wish Upon the Stars, 2018), trad. Alexia Vaz, 580 p.  (ISBN 979-10-381-1259-9)

4,5 Il était une fois, MxM Bookmark, 2021 ((en) Fairytales from Verania, 2021), recueil de nouvelles, trad. Alexia Vaz, 400 p.  (ISBN 979-10-381-1692-4)
1. La Pierre maudite, MxM Bookmark, 2022 ((en) The Damning Stone, 2022), trad. Alexia Vaz, 584 p. (ISBN 979-10-381-1637-5)

### SérieAbsynthe
1. C'était nuit en le solitaire octobre, Reines-Beaux, 2017 ((en) Withered + Sere, 2016), trad. Maëlle Haut-Clair, 300 p.  (ISBN 978-2-37574-187-0)
2. Les cieux étaient de cendres, Reines-Beaux, 2017 ((en) Crisped + Sere, 2016), trad. Maëlle Haut-Clair, 300 p.  (ISBN 978-2-37574-294-5)

### SérieLe Clan Bennett
1. Le Chant du loup, MxM Bookmark, 2016 ((en) Wolfsong, 2016), trad. Christine Gauzy-Svahn, 600 p.  (ISBN 978-2-37574-137-5)
2. Le Chant du corbeau, MxM Bookmark, 2019 ((en) Ravensong, 2018), trad. Christine Gauzy-Svahn, 640 p.  (ISBN 978-2-37574-628-8)
3. Le Chant du cœur, MxM Bookmark, 2020 ((en) Heartsong, 2020), trad. Christine Gauzy-Svahn, 580 p.  (ISBN 978-2-37574-969-2)
4. Le Chant des Bennett, MxM Bookmark, 2020 ((en) Brothersong, 2020), trad. Christine Gauzy-Svahn, 592 p.  (ISBN 979-10-381-1221-6)

### SérieAu premier regard
1. Dis-moi que c'est réel, MxM Bookmark, 2017 ((en) Tell Me It's Real, 2013), trad. Christine Gauzy-Svahn, 500 p.  (ISBN 978-2-37574-334-8)
2. Dis-moi que je rêve, MxM Bookmark, 2017 ((en) The Queen & the Homo, 2016), trad. Christine Gauzy-Svahn, 656 p.  (ISBN 978-2-37574-338-6)
3. Dis-moi oui, MxM Bookmark, 2018 ((en) Until You, 2017), trad. Christine Gauzy-Svahn, 200 p.  (ISBN 978-2-37574-573-1)
4. Dis-moi pourquoi on se bat, MxM Bookmark, 2021 ((en) Why We Fight, 2019), trad. Christine Gauzy-Svahn, 548 p.  (ISBN 979-10-381-1239-1)

### SérieLes Extraordinaires
1. Les Extraordinaires, De Saxus, 2023 ((en) The Extraordinaries, 2020), trad. Isabelle Troin, 496 p.  (ISBN 978-2-37876-178-3)
2. L'Embrasement, De Saxus, 2023 ((en) Flash Fire, 2021), trad. Isabelle Troin, 463 p.  (ISBN 978-2-37876-385-5)
3. La Fournaise, De Saxus, 2024 ((en) Heat Wave, 2022), trad. Isabelle Troin, 446 p.  (ISBN 978-2-37876-457-9)

### SérieCerulean Chronicles
1. La Maison au milieu de la mer Céruléenne, De Saxus, 2021 ((en) The House in the Cerulean Sea, 2020), trad. Cécile Tasson, 473 p.  (ISBN 978-2-37876-110-3)
2. (en) Somewhere Beyond the Sea, 2024

### Romans indépendants
- (en) Burn, 2012
- La Tête hors de l'eau, Reines-Beaux, 2020 ((en) Into This River I Drown, 2013), trad. Régis BalconParu en français en deux tomes : La Rivière des souvenirs, 320 p. (ISBN 979-10-381-1316-9) et Les Courants de la destinée, 424 p. (ISBN 979-10-381-1043-4)
- Murmures, Reines-Beaux, 2018 ((en) Murmuration, 2016), trad. Stéphanie Chaptal, 484 p.  (ISBN 978-2-39006-375-9)
- Comment se comporter comme une personne normale, MxM Bookmark, 2018 ((en) How to be a Normal Person, 2016), trad. Alexia Vaz, 351 p.  (ISBN 978-2-37574-426-0)
- Sous la même étoile, Reines-Beaux, 2020 ((en) The Bones Beneath My Skin, 2018), trad. Régis Balcon, 520 p.  (ISBN 979-10-381-1076-2)
- Comment devenir une star de cinéma, MxM Bookmark, 2020 ((en) How to Be a Movie Star, 2019), trad. Alexia Vaz, 504 p.  (ISBN 978-2-37574-991-3)
- Sous la porte qui chuchote, De Saxus, 2022 ((en) Under the Whispering Door, 2021), trad. Benoît Domis, 468 p.  (ISBN 978-2-37876-208-7)
- Dans la vie des pantins, De Saxus, 2024 ((en) In the Lives of Puppets, 2023), trad. Benoît Domis, 480 p.  (ISBN 978-2-37876-389-3)